# Les Nouvelles Aventures du bus magique
Les Nouvelles Aventures du bus magique (The Magic School Bus Rides Again) ou Le Bus magique reprend la route au Québec et en Belgique est une série télévisée d'animation américaine-canadienne en 26 épisodes de 25 minutes, produits par Scholastic Entertainment et 9 Story Media Group et diffusée à partir du  29 septembre 2017 sur Netflix.
C'est un reboot de la série télévisée d'animation, Le Bus magique, diffusée entre 1994 et 1997.

## Synopsis

### Voix originales
- Kate McKinnon : Miss Fiona Felicity Frizzle[1]
- Lily Tomlin : Professor Valerie Felicity Frizzle, Ph. D.
- Miles Koseleci-Vieira : Arnold Perlstein
- Lynsey Pham : Wanda Li
- Mikaela Blake : Keesha Franklin
- Gabby Clarke : Dorothy Ann Rourke[2]
- Leke Maceda-Rustecki : Carlos Ramon[2]
- Matthew Mintz : Ralphie Tennelli
- Birva Pandya : Jyoti Kaur
- Kaden Stephen : Tim

### Voix françaises
- Marcha Van Boven : Mademoiselle Fiona Felicity Bille-en-Tête
- Colette Sodoyez : Professeur Valérie Bille-en-Tête
- Raphaëlle Bruneau : Carlos Ramon
- Mélanie Dermont : Raphaël Tennelli
- Déborah Rouach : Thomas
- Marielle Ostrowski : Jioty Kaur
- Béatrice Wegnez : Anne-Sophie
- Alicia Frochisse : Keesha
- Maïa Baran : Arnaud et Véronique